# Aeroporto Internacional de Tirana Madre Teresa
O Aeroporto Internacional de Tirana Madre Teresa (em albanês: Aeroporti Ndërkombëtar i Tiranës Nënë Tereza) (IATA: TIA, ICAO: LATI) é um aeroporto internacional na cidade de Rinas, que ser principalmente a cidade de Tirana, capital da Albânia, sendo nomeado em 2001 em homenagem a Madre Teresa de Calcutá, que nasceu na Albânia